# Российский государственный архив древних актов
Российский государственный архив древних актов (РГАДА) — крупнейшее российское хранилище русских манускриптов, документов и печатных книг XI — начала XIX века. Расположен в Москве по адресу: ул. Большая Пироговская, д. 17.

## Общий обзор
РГАДА в его современном виде сложился на базе пяти дореволюционных архивов:
- Московского архива Министерства юстиции (МАМЮ). Этот архив образован в 1852 году при объединении Разрядно-Сенатского архива (существовал с 1763 года), Архива прежних вотчинных дел (с 1768 года), Государственного архива старых дел (с 1782 года), Архива московских департаментов Сената; позже, в 1860-е годы, хранилище пополнилось документами из архивов местных учреждений России;
- Московского главного архива Министерства иностранных дел (МГАМИД), который с 1724 по 1832 годы именовался Московским архивом Коллегии иностранных дел (МАКИД). В 1882 году его хранилище пополнилось документами упразднённого Государственного древлехранилища хартий и рукописей;
- Санкт-Петербургского Государственного архива Министерства иностранных дел, который возник в 1801 году, в 1834 году выделился из Петербургского архива Коллегии иностранных дел;
- Московского отделения Общего архива Министерства Императорского двора, которое было создано в 1869 году путём объединения Архива Оружейной палаты и Архива Московской дворцовой конторы и до 1888 года именовалось Московским дворцовым архивом;
- Архива Межевой канцелярии, который был создан в 1768 году (в 1919—1939 годах он именовался Центральным межевым архивом).

Разрядный архив как отдельное учреждение существовал с 1711 года, когда был уничтожен Разрядный приказ, до 1852 года — времени образования московского архива министерства юстиции. Состоя первоначально из дел Разрядного приказа, Разрядный архив находился в ведении Сената; с 1722 года перешёл в ведение герольдмейстера или его товарища; в 1763 году к нему был присоединен московский сенатский архив, и он стал называться сенатским разрядным архивом. Впоследствии в его состав вошли дела нескольких других приказов и коллегий, и он стал богатым собранием исторических материалов, преимущественно о военных силах, о службе вообще и др. В течение всего XVIII века правительство озабочивалось приведением в порядок и описанием дел Разрядного архива; но из всех «старых описей» сохранилось лишь 18 книг, остальные сгорели во время пожара 1812 года. Архив обязан был выдавать справки, но только учреждениям и официальные. 
В 1766 году академику Герарду Миллеру (1705—1783) именным указом было повелено находиться при Архиве Коллегии иностранных дел. К занятиям в Архиве был допущен Максимович[кто?]. Описание Разрядного архива до 1842 года было сделано Ивановым, а историю его с 1711 до 1812 год написал Гоздаво-Голомбиевский («Описание дел московского архива министерства юстиции», т. V, 1888).
В 1918 году единицы хранения этих архивов вошли в состав юридической и историко-культурной секций Единого государственного архивного фонда.
Годом основания РГАДА можно считать 1925-й, когда четыре из указанных архивов (кроме Центрального межевого) были соединены в единое Древлехранилище Московского отделения Центрального исторического архива РСФСР; в него также поступили национализированные государством документы Синода, храмов и монастырей, личных и родовых фондов. В 1931 году Древлехранилище было переименовано в Государственный архив феодально-крепостнической эпохи (ГАФКЭ). В 1938—1939 годах в его состав вошел упомянутый Центральный межевой архив.
В 1941 году ГАФКЭ переименован в Центральный государственный архив древних актов (ЦГАДА; в 1985—1991 годах именовался ЦГАДА СССР). В 1992 году архив получил современное название. В 1993 году архив внесён в Список особо ценных объектов культурного наследия народов Российской Федерации.
Особую ценность имеют документы из Государственного древлехранилища хартий и рукописей — около 400 единиц хранения. Это остатки архивов великих и удельных князей, архивов Великого Новгорода и Пскова, московского великокняжеского архива и так называемого Царского архива XVI века. Самым древним документом архива является договорная грамота Великого Новгорода с великим князем тверским и владимирским Ярославом Ярославичем 1264 года. В архиве хранятся списки (копии) Русской Правды, Судебника 1497 года Ивана III (единственный известный науке список), Судебника Ивана IV 1550 года, а также подлинный столбец Соборного уложения 1649 года.
С января 1994 года в РГАДА хранится уникальный экземпляр первой гравированной географической карты Московии, ксилографированный в 1525 году в Риме.

## Здание
Здание архива построено в 1886 году на Девичьем поле, и стало первым в России зданием, построенным специально для архива.